# Ikeda Nagaoki
Ikeda Nagaoki (池田 長発?   23 de agosto de 1837 – 12 de septiembre de 1879), fue el gobernador de varios pueblos pequeños de Ibara, Provincia de Bitchū (Prefectura de Okayama), Japón, durante el fin del shogunato Tokugawa. Su nombre formal era "Ikeda Chikugo no kami Nagaoki".

## Carrera
Nació el 23 de agosto de 1837. Era el cuarto hijo de Ikeda Naganori y fue adoptado por Ikeda Nagahiro, el señor feudal de Ibara. Estudió en el Yushima Seidō, donde fue un estudiante destacado. A pesar de sus humildes orígenes (su territorio era de apenas 1.200 koku) fue ascendiendo hasta conseguir el título de metsuke (inspector) en 1862 y machi-bugyō (magistrado) de Kioto en 1863. Ese mismo año fue seleccionado por la magistratura de asuntos extranjeros para llevar a cabo negociaciones con las potencias occidentales.

## Segunda embajada japonesa a Europa
Con 27 años fue puesto al mando de la segunda embajada japonesa a Europa, también conocida como Misión Ikeda (1863-1864). El objetivo de la misión era cancelar el estatus de puerto abierto de Yokohama. La embajada se envió tras la promulgación de la Orden de expulsión de los bárbaros del emperador Kōmei, y el bombardeo de Shimonoseki, y su fin era volver a cerrar el país a influencias occidentales, y recuperar la situación previa de aislamiento (sakoku).
La embajada, formada por 34 hombres, partió en un buque de guerra francés, que hizo escala en Shanghái, India y El Cairo. Durante su estancia en Egipto visitaron las pirámides y la Esfinge, hecho que fue recogido por el fotógrafo Antonio Beato. Finalmente arribaron a Marsella y de ahí viajaron a París, donde Nagaoki se reunió con Napoleón III y con Philipp Franz von Siebold.
Yokohama era la plataforma clave para la actividad de las potencias occidentales y la petición de cerrar los puertos japoneses a occidente fue un completo fracaso. Sin embargo, Nagaoki quedó muy impresionando por la fuerza y el nivel de desarrollo de la civilización occidental, y se convenció de la necesidad de abrir Japón a esos avances; con este fin aprovechó su estancia para hacerse con libros y documentación, especialmente la relacionada con la Física, Biología, industrias manufactureras, industria textil, agricultura y técnicas de fermentación.

## Regreso a Japón
Una vez volvió a Japón, Nagaoki insistió en la necesidad de emprender la apertura del país, enviando embajadas y estudiantes al extranjero, pero el gobierno no sólo ignoró sus propuestas, sino que anuló todos los acuerdos que había conseguido en París, le redujo su estipendio a la mitad y lo puso bajo arresto domiciliario.
En 1867 Nagaoki fue perdonado y fue nombrado magistrado de la armada de rango medio (gunkan-bugyō nami), pero a los pocos meses renunció por problemas de salud, volvió a Ibara y se retiró de la política. Nagaoki pensaba construir un centro educativo para jóvenes en Ibara, pero falleció el 12 de septiembre de 1879 sin haberlo llevado a cabo.
Con motivo del 150.º aniversario de su muerte se le erigió una estatua de bronce en el lugar en el que estuvo la sede del gobierno (jin'ya) de Ibara, donde hoy se encuentra la Escuela Municipal Elemental de Ibara.